# Max Kohn

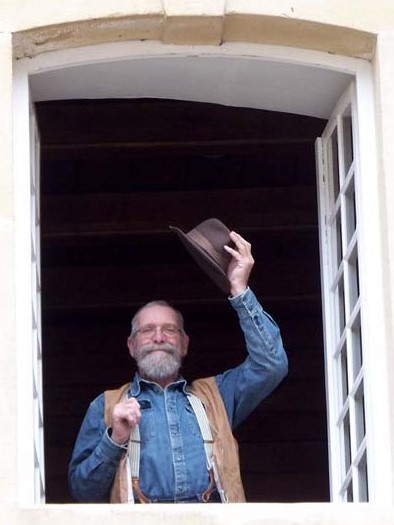
Max Kohn beim Vernissage seiner Ausstellung im Schloss Burglinster, Luxemburg, April 2010

Max Kohn (* 17. November 1954 in Esch-sur-Alzette) ist ein luxemburgischer Maler, Grafiker und Bildhauer.
Von 1975 bis 1981 besuchte er die Staatliche Akademie der bildenden Künste in Karlsruhe, an der er Zeichnen, Stein- und Holzbildhauerei, Abgusstechniken, Radierung und Maltechniken erlernte.
Seit 1981 ist Max Kohn ein freischaffender Künstler in Luxemburg und Frankreich.

## Individuelle Ausstellungen
- 1985 Galerie Weißer Stern, Karlsruhe (D)
- 1987 Galerie Artemos, Bastogne (B)
- 1988 Maison Communale Bastogne (B)
- 1991 Galerie Artline Clervaux (L)
- 1993 Galerie Dat Huisken, Bad Salzuflen (D)
- 1997 Dexia-Bil Diekirch (L)
- 1998 Galerie Schortgen Esch-sur-Alzette (L)
- 1999 Galerie Aradia Hesperange (L)
- 1999 Galerie St Nicolas Remich (L)
- 1999 Tendance Mikado Luxemburg
- 2000 Galerie Harald Lang, Saarbrücken (D)
- 2000 Musée d’Histoire Naturelle (L)
- 2001 Galerie Noodlebärg Basel (CH)
- 2001 Bankhaus Trinkaus und Burckhardt (L)
- 2002 Tour Mahuet Labry, Lorraine (F)
- 2003 Galerie Michel Miltgen (L)
- 2004 Château de Moncel, Jarny, Lorraine (F)
- 2004 Galerie de la ville de Bar sur Seine (F)
- 2007 Galerie Vergolderei von Wedel, Stauffen/Breisgau (D)
- 2008 Hotel Rix (L)
- 2009 Galerie Aradia Hesperange (L)
- 2010 Galerie du Château de Bourglinster (L)
- 2013 Clinique Zitha ZITHaRT, (L)
- 2014 Galerie du Château de Vianden, (L)
- 2016 Librairie Alinéa, (L)

## Öffentliche Sammlungen
- Kulturministerium, Luxemburg
- Außenministerium, Luxemburg
- Musée d’histoire naturelle, Luxemburg
- Banque et Caisse d’épargne de l’état Luxemburg, Troisvierges et Weiswampach, Luxemburg

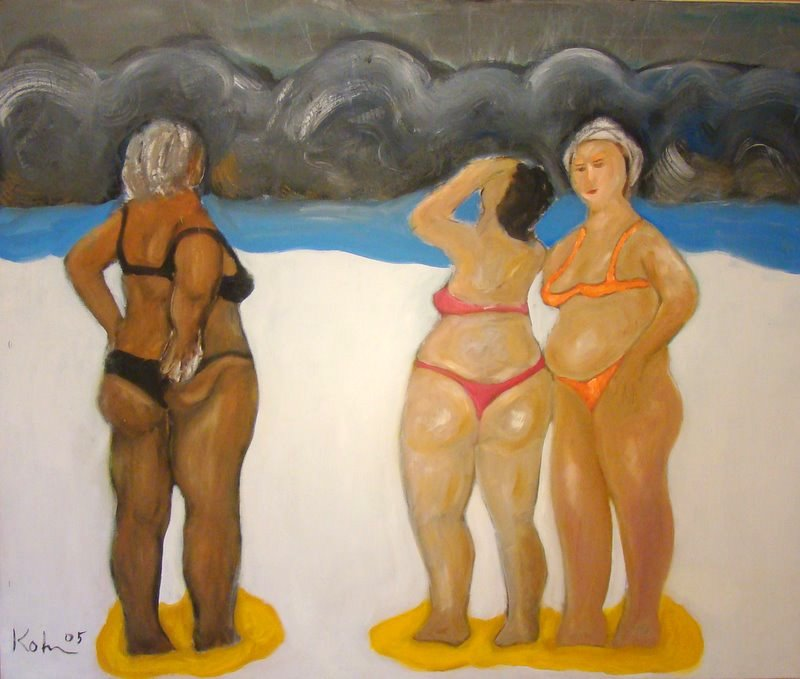
Tsunami, 2005

- Dexia-Bil Luxemburg
- Minerais S.A. Luxemburg